# كليف لي (لاعب كرة قاعدة أمريكي)
كليف لي (بالإنجليزية: Cliff Lee)‏ هو لاعب كرة قاعدة أمريكي، ولد في 30 أغسطس 1978 في بنتون في الولايات المتحدة.

## وصلات خارجية
- كليف لي (لاعب كرة قاعدة أمريكي) على موقع دوري كرة القاعدة الرئيسي (الإنجليزية)
- كليف لي (لاعب كرة قاعدة أمريكي) على موقعبيزبول رفرنس.كوم (الدوري الرئيسي) (الإنجليزية)
- كليف لي (لاعب كرة قاعدة أمريكي) على موقعبيزبول رفرنس.كوم (الدوري الثانوي) (الإنجليزية)
- كليف لي (لاعب كرة قاعدة أمريكي) على موقع إي إس بي إن.كوم (أم.أل.بي) (الإنجليزية)
- كليف لي (لاعب كرة قاعدة أمريكي) على موقع مشجعي الرسوم البيانية (الإنجليزية)
- كليف لي (لاعب كرة قاعدة أمريكي) على موقع إن إن دي بي (الإنجليزية)